# Aaron Russo
Aaron Russo (Brooklyn, 14 de fevereiro de 1943 — Los Angeles, 24 de agosto de 2007) foi um diretor de cinema, empresário do entretenimento e ativista político norte-americano.